# Frank Fredrickson
Sigurður Franklin „Frank“ Fredrickson (* 11. Juni 1895 in Winnipeg, Manitoba; † 28. Mai 1979 in Toronto, Ontario) war ein kanadischer Eishockeyspieler und -trainer. Er spielte auf der Position des Centers.

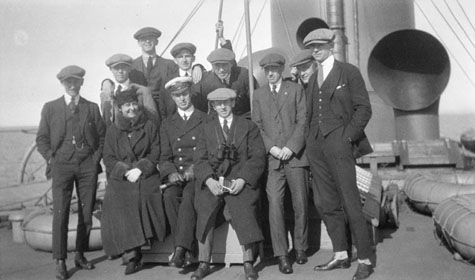
Mannschaftsfoto der Winnipeg Falcons vor der Abreise nach Antwerpen 1920

Bei den Olympischen Sommerspielen 1920 in Antwerpen gewann er mit der kanadischen Nationalmannschaft, die sich aus Spielern der Winnipeg Falcons zusammensetzte, die Goldmedaille im olympischen Eishockeyturnier. Fredrickson, der der Kapitän des Teams war, erzielte im Finale gegen Schweden sieben der zwölf Tore. Im selben Jahr gewann er zudem mit den Falcons den Allan Cup.
Ein weiterer Erfolg in seiner Karriere war der Gewinn des Stanley Cup mit den Victoria Cougars in der Saison 1924/25. In der National Hockey League spielte er von 1926 bis 1931 für die Boston Bruins, Pittsburgh Pirates und Detroit Falcons. Bei den Pirates war er in der Saison 1929/30 als Spielertrainer tätig. 1958 wurde er in die Hockey Hall of Fame induktiert.
Der Kanadier diente während des Ersten Weltkriegs als Pilot.

## Erfolge und Auszeichnungen
- 1920 Goldmedaille bei den Olympischen Sommerspielen
- 1920 Allan-Cup-Gewinner mit den Winnipeg Falcons
- 1925 Stanley-Cup-Gewinner mit den Victoria Cougars
- 1958 Aufnahme in die Hockey Hall of Fame